# یواس‌اس کندی (دی‌دی-۳۰۶)
یواس‌اس کندی (دی‌دی-۳۰۶) (به انگلیسی: USS Kennedy (DD-306)) یک کشتی بود که طول آن ۹۵٫۸۳ متر (۳۱۴٫۴ فوت) بود. این کشتی در سال ۱۹۱۹ ساخته شد.